# Zoltán Szélesi
Zoltán Szélesi (ur. 22 listopada 1981 w Budapeszcie) – węgierski piłkarz występujący najczęściej na pozycji prawego obrońcy, a także trener.

## Kariera klubowa
Zoltán Szélesi zawodową karierę rozpoczął w wieku 17 lat w Újpeście, w barwach którego zadebiutował w pierwszej lidze węgierskiej. Początkowo pełnił w zespole rolę rezerwowego, jednak z sezonu na sezon dostawał coraz więcej szans gry. Miejsce w podstawowym składzie wywalczył sobie na stałe w sezonie 2000/2001, kiedy to wystąpił w 20 ligowych pojedynkach. Z Újpestem Szélesi w 2002 zdobył Puchar i Superpuchar Węgier, a w 2004 zdobył wicemistrzostwo kraju. Piłkarz grywał też w rozgrywkach Pucharu UEFA, w których zespół z Budapesztu występował w sezonach 1998/1999, 1999/2000 i 2002/2003. Újpest za żadnym razem nie zdołał jednak przebrnąć przez pierwszą rundę rozgrywek.
W 2004 Szélesi przeprowadził się do Niemiec, gdzie podpisał kontrakt z drugoligowym Energie Cottbus. W debiutanckim sezonie w linii obrony grał najczęściej ze swoimi rodakami Norbertem Mészárosem i Zsoltem Lőwem oraz Amerykaninem Greggiem Berhalterem. Rozgrywki 2005/2006 Energie Cottbus skończyło na 3. miejscu w ligowej tabeli i awansowało do Bundesligi. Szélesi zadebiutował w niej 12 sierpnia 2006 podczas przegranego 0:2 wyjazdowego meczu z Borussią Mönchengladbach. Grając w Bundeslidze Węgier w obronie występował najczęściej u boku takich graczy jak Kanadyjczyk Kevin McKenna, Macedończyk Igor Mitreski, Chorwat Mario Cvitanović oraz Niemiec Vragel da Silva.
W sierpniu 2007 węgierski zawodnik został sprzedany do Strasbourga. W Ligue 1 po raz pierwszy wystąpił 1 września w zremisowanym 0:0 meczu z FC Lorient rozegranym na Stade de la Meinau. Strasbourg w ligowej tabeli zajął jednak przedostatnie – 19. miejsce i spadł do drugiej ligi.
Po roku gry w Ligue 2 Szélesi powrócił na Węgry, gdzie został zawodnikiem Debreczyna Vasutas. Zdobył z nim mistrzostwo kraju. Latem 2010 odszedł do beniaminka greckiej Superleague Ellada – Olympiakosu Volos. Następnie grał w NEC Nijmegen i Újpescie. W 2014 przeszedł do Puskás Akadémia FC, gdzie w 2015 roku zakończył karierę.

## Kariera reprezentacyjna
Szélesi ma za sobą występy w młodzieżowych reprezentacjach Węgier. W seniorskej kadrze zadebiutował 6 czerwca 2004 w zwycięskim 2:0 meczu z Niemcami. Razem z reprezentacją swojego kraju wychowanek Újpestu brał udział w nieudanych dla Węgrów eliminacjach do Mistrzostw Świata 2006, Euro 2008 oraz Mistrzostw Świata 2010.

## Sukcesy
Újpest
Wicemistrzostwo Węgier: 2004
Puchar Węgier: 2002
Superpuchar Węgier: 2002
 Debreczyn
Mistrzostwo Węgier: 2010
Puchar Ligi Węgierskiej: 2010
 Energie Cottbus
Awans do Bundesligi: 2006